# Dadju
Dadju Djuna Nsungula (Seine-Saint-Denis, 2 mei 1991), beter bekend onder zijn artiestennaam Dadju, is een Frans zanger. Hij is vooral populair in Frankrijk en Wallonië.

## Biografie
Nsungula komt uit een familie van muzikanten, zijn vader Djuna Djanana was een zanger van de groep Viva La Musica van Papa Wemba, de zanger en rapper Gims is zijn broer. Dadju verdiepte zich van jongs af aan in de muziek met zijn grootvader die muzikant is, vader in de groep Viva La Musica van Papa Wemba en moeder die hem de Sahara religieuze en traditionele liederen zal laten ontdekken. In de voetsporen van zijn grote broer besluit hij ook de muziek in te gaan. Dadju begon "per ongeluk" muziek te maken door regelmatig zijn broer Gims (toen bekend als Maître Gims ) in de studio te vergezellen. De laatste besluit samen met hem een nummer op te nemen, dat de mensen om hem heen aanspreekt en hem aanmoedigt om professioneel met muziek bezig te zijn.
Hij begon zijn carrière in 2012 met het duo The Shin Sekaï naast Abou Tall, met wie hij twee mixtape en een album zal uitbrengen, Indéfini, waarvan één nummer een gecertificeerde gouden single wordt Aime-moi demain.
In 2017 besloot hij solo te gaan met zijn eerste single genaamd Reine, gecertificeerde diamanten single, en bracht zijn eerste album, Gentleman 2.0, op 24 november 2017 uit.
In 2018 werd hij tijdens de  NRJ Music Awards 2018  verkozen tot « Révélation française de l’année ».

### The Shin Sekaï (2012-2016)
In 2012 tekende Dadju bij Wati B, hetzelfde label als zijn broer Gims wiens carrière op dat moment op zijn hoogtepunt was bij de groep Sexion d'assault.
Binnen het label ontmoet hij Abou Tall met wie hij besluit een groep op te richten, want zijn vocale timbre past heel goed bij Tall's rap.
Dadju en Abou Tall begonnen samen te werken in 2012 en plaatsten een freestyle video op internet genaamd Le Nouveau Monde. De naam van de groep verwijst naar The New World from One Piece, de twee rappers zijn fans van manga. Afgezien van dat, Dadju neemt deel aan een featuring met Big Ali en andere leden van Wati B op de titel WatiBigAli die Dadju zal onthullen aan het grote publiek.
De Shin Sekaï bracht zijn eerste titel, Me First, in 2012 uit op internet. Ze worden geopenbaard aan het publiek met Je reviendrai, vanuit hun mixtape De Shin sekai Volume I. Hun succes brak echter pas in 2013 uit dankzij de titel Rêver, van hun album The Shin Sekaï Volume II. Hun titel Du Berceau au Shroud, afkomstig van hetzelfde album, kwam in de top 10 van hitlijsten in Frankrijk. Om de klim van de groep voort te zetten, besluit The Shin Sekai om de 27 juni 2014 hun videoclip voor het nummer Mes torts van The Shin Sekaï Volume II te posten. De 22 oktober 2014, won de groep de titel van « meilleur groupe de l'année 2014 » bij de Trace Awards.
Op 25 maart 2016 bracht The Shin Sekaï het album indéfini uit met hits als Ma jolie, Alter Ego en Aime-moi demain met de medewerking van Gradur. Het album is een gecertificeerde gouden single.

### Gentleman 2.0(2016-2018)
In 2016 kondigden Dadju en Abou Tall op sociale netwerken aan dat ze een pauze namen in hun groepscarrière, en elk begonnen aan een soloproject.
Op zijn beurt brengt Dadju aan het eind van het jaar een aantal gratis nummers uit, zoals Kitoko en Bonne, op zijn Facebook-profiel.
In 2017 bracht Dadju op Instagram en vervolgens op YouTube een reeks videoclips uit met de titel G 2.0 Live, liedjes om zijn toekomstige album Gentleman 2.0 te promoten. De eerste titel van de naam, getiteld Reine, is degene die fans het meest aanspreekt. Laatstgenoemde eiste vervolgens een volledige versie uitgebracht in april 2017. Reine klom naar nummer één in de Top iTunes, tot het verkrijgen van een diamant enkele evenals meer dan honderd miljoen keer bekeken op YouTube in februari 2018.
Op 22 oktober bracht Dadju G 2.0 Live uit en kondigde de release van zijn album op 24 november aan.
Op 27 oktober bracht hij de single Ma Pride uit met medewerking van Maitre Gims en Alonzo. Vanaf 10 november brengt hij een meerdelige reeks video clips uit met een verhaallijn: Intuition op 10 november, Comme si de rien n’était op 17 november en Seconde Chance op 24 november.

### Poison ou Antidote(sinds 2019)
Na het succes van zijn eerste album, Gentleman 2.0, was Dadju terug. De artiest onthulde zijn single Compliqué, de eerste single van zijn tweede album, gecomponeerd door MKL.
In oktober kondigde Dadju de release aan van zijn tweede soloalbum, Poison, voor 15 november 2019.
Twee dagen later, 18 november 2019, Dadju bracht het tweede deel van zijn album Antidote uit. Minder dan twee weken na de verkoop van dit tweede deel, is het originele album een gecertificeerde gouden schijf met meer dan 50.000 verkochte exemplaren en vervolgens een platina schijf eind december 2019.
In oktober 2020 onthult Dadju de heruitgave van zijn album Poison or Antidote. De laatste heet Edition Miel Book en is samengesteld uit 14 titels die 14 verschillende verhalen beschrijven.

## Privéleven
Hij is getrouwd en heeft twee kinderen. In zijn laatste album draagt hij een nummer op aan zijn dochter.

## Discografie
Albums solo
- 2017: Gentleman 2.0
- 2019: Poison of Antidote
- 2020: Poison of Antidote

Albums met The Shin Sekaï
- 2013 : The Shin Sekaï, vol. 1
- 2014 : The Shin Sekaï, vol. 2
- 2016 : Indéfini

Albums met Wati B
- 2013 : Les Chroniques du Wati Boss volume 1
- 2014 : Les Chroniques du Wati Boss volume 2

- Bibliothèque nationale de France: cb17755027m (data)
- Gemeinsame Normdatei: 1208258311
- MusicBrainz: ecca82a9-0b5f-4b01-86aa-6b9fe62b09fe
- Virtual International Authority File: 697155284917787062728
- WorldCat: E39PBJrwPk7FJCKtDP7VTF7GpP